# Aradoidea
Aradoidea Spinola, 1837, è una superfamiglia di insetti Pentatomomorfi (ordine Rhynchota, sottordine Heteroptera).

## Morfologia
Gli Aradoidei sono insetti di piccole dimensioni, in genere inferiori al centimetro di lunghezza. Il corpo ha una forma ovale ed è notevolmente appiattito in senso dorso-ventrale. La colorazione scura, i margini frastagliati del corpo e la forma appiattita facilitano il mimetismo criptico.
Il capo è ben distinto dal torace, ha antenne relativamente brevi, composte da quattro articoli, inserite su processi tubercoliformi del cranio. Un singolare elemento morfologico è il prolungamento della regione frontale fra i punti di inserzione delle antenne. Gli ocelli sono assenti e il rostro è composto da quattro segmenti.
Nel torace, il pronoto è in genere percorso da carene longitudinali e lo scutello è di vario sviluppo, talvolta prolungato fino a ricoprire una parte dell'addome. Nell'ambito della superfamiglia vi sono varie forme di meiotterismo. Nelle specie alate le emielitre mostrano una variabilità di aspetto: la membrana è percorsa da 3-4 nervature irregolare anastomizzate oppure è priva di venatura; in varie specie la differenziazione fra corio e membrana non è ben delineata. Le zampe hanno tarsi composti da 2 o 3 articoli.
L'addome è appiattito e in genere si espande ai lati, fino a sporgere nettamente dalle emielitre.

## Biologia
La letteratura cita le specie di questa superfamiglia come micetofaghe, anche se sono segnalati danni alle conifere da parte di specie del genere Aradus.
Vivono formando in piccole colonie sulla corteccia degli alberi oppure in simbiosi con le termiti.

## Sistematica
Alcuni autori propongono l'inserimento della superfamiglia in un infraordine distinto (Aradomorpha), tuttavia la maggior parte degli Autori concorda con l'inquadramento nell'infraordine dei Pentatomomorpha.
Sistematicamente si suddivide in due famiglie:
- Aradidae. Cosmopolita, è il raggruppamento più rappresentativo, comprendente oltre 1900 specie corticicole.
- Termitaphididae. Diffusa in ambienti tropicali, comprende una decina di specie termitofile.